# Pavia Høegh
Ingvar Kristian Pavia Høegh (* 13. Januar 1886 in Qaqortoq; † 9. März 1956 ebenda) war ein grönländischer Zimmermann, Architekt und Landesrat.

## Leben
Pavia Høegh war der Sohn des Büchsenmachers Peter Billiam Gerhard Høegh und seiner Frau Amalie Cecilie Thaarup. Seine Brüder waren der Schmied John Høegh (1890–1966) und der Buchdrucker, Redakteur und Kaufmann Frederik Høegh (1895–1970), die ebenfalls Landesratsmitglieder waren. Er heiratete am 15. August 1909 in Qaqortoq Merab Kathrine Charlotte Egede (1888–1950), Tochter von Adolf Egede und Ane Motzfeldt. Die Künstlerin Aka Høegh (* 1947) ist seine Enkelin.
Pavia Høegh machte ab 1905 eine Zimmererlehre bei Josva Josefsen und besuchte von 1910 bis 1913 die Technische Schule in Faaborg. Anschließend wurden eine Vielzahl von Gebäuden unter seiner Anleitung in Grönland errichtet und er gilt als der erste grönländische Architekt. Er war stark beeinflusst von den kurz zuvor bzw. zeitgleich in Grönland tätigen Dänen Peter Anton Cortsen (ca. 1903 bis 1912) und Helge Bojsen-Møller (ca. 1909 bis 1940). Zu seinen Werken gehören eine Schaffarm (1920) und die Radiostation (1924) sowie Teile des Krankenhauses (1925/1930), die Efterskole (1930), der Brunnen (1932), das Versammlungshaus (1936) und das Packhaus (1939–1940) in Qaqortoq, die Kirche in Narsaq (1926–1927) sowie zahlreiche weitere Häuser. Zudem war er zuständig für den Bau des US-amerikanischen und des kanadischen Konsulatsgebäudes in Nuuk (1942–1943).
Er war Mitglied des Gemeinderats in Qaqortoq und saß von 1917 bis 1922 und von 1927 bis 1932 und als Vertretung für Axel Laurent-Christensen 1936 und 1938 in Grønlands Landsråd.
Er starb 1956 im Alter von 70 Jahren. Im Laufe seines Lebens hatte er das Ritterkreuz des Dannebrogordens erhalten, war zum Dannebrogsmand ernannt wurden und hatte die Kongelige Belønningsmedalje und die Fortjenstmedaljen erhalten.